# Museo de Sitio Castillo de Teayo
El museo de sitio Castillo de Teayo se encuentra ubicado en la Zona Arqueológica del Castillo de Teayo. 
El museo tiene como objetivo exhibir piezas arqueológicas de la zona, cuenta con esculturas de deidades como  Xipe Totec, Tláloc y deidades del maíz.

## Descripción
El inmueble se trata de una casa de finales del siglo XIX, siendo  una de las pocas construcciones de esta época que aún se conservan. Se encuentra en la periferia de la plaza central, justo detrás del basamento del Castillo de Teayo y a un lado de la alcaldía, lo cual le proporciona una ubicación clave para su visita. El inmueble es solo piso, consta de dos salas, con techo a dos aguas, muros de adobe, mampostería y acabados de cal.

## Historia
En el año de 1975 se realizó una pequeña construcción  a uno de los laterales de la zona arqueológica para resguardar las esculturas prehispánicas de la misma. Para el año 1998 el gobierno municipal decidió dedicar una casa de finales del siglo XIX como sede del museo, donde un año más tarde se crearon las instalaciones necesarias para su apertura. Ya en el año 2000 las esculturas que se encontraban a un costado del basamento piramidal fueron trasladadas al museo y en el año 2001 fue abierto al público.